# أرض الله الصغيرة (رواية)
أرض الله الصغيرة (بالإنجليزية: God's Little Acre)‏ رواية شهيرة ألفها الكاتب الأمريكي إرسكين كالدويل عام 1933 عن مزارعي التبغ في ولاية جورجيا الأمريكية. ترجمت الرواية إلى العربية. كانت الرواية مثيرة للجدل فحاولت بعض الجهات الأدبية في نيويورك منعها، واعتقل كالدويل وقدم للمحاكمة إثرها. أصدرت هيئة المحلفين حكماً ببراءته فأفرج عنه. تتحدث الرواية عن العمال في مصانع النسيج في جنوب الولايات المتحدة (ولاية كارولاينا الشمالية) وتظهر حرمان هؤلاء العمال من الانضمام لاتحاد عمالي.

## ملخص الحبكة
تُسرد الرواية، من منظور شخص ثالث (راوٍ عليم)، وتقع زمنيًا في أوائل ثلاثينيات القرن العشرين. تاي تاي والدن هو أرمل يمتلك مزرعة صغيرة في جورجيا، بالقرب من حدود ولاية كارولينا الجنوبية. ابنته روزاموند متزوجة من ويل طومسون، عامل في مصنع للأنسجة القطنية. ابنة تاي تاي الأخرى، التي يشير إليها الجميع في الرواية باسم العزيزة جيل (دارلينج جيل) غير متزوجة. وابنه باك والدن متزوج من غريسيلدا الجميلة. يعيش باك وغريسيلدا في المزرعة مع تاي تاي وابنه الآخر (غير المتزوج)، شو. بلوتو سوينت، وهو مزارع محليّ سمين وكسول، يرغب جنسيًا ويريد الزواج من دارلينج جيل، التي تهينه باستمرار.
تاي تاي مهووس بالعثور على الذهب على أرضه، وهو وباك وشو يقضون كامل وقتهم في الحفر في المزرعة. وعد تاي تاي بالتبرع بأي أرباح تحققها قطعة أرض مساحتها 1 فدان (4000 متر مربع) من المزرعة للكنيسة، ولكن، خوفًا من العثور على الذهب في «فدان الله»، يستمر في تحريك علامة الفدان. لا يقوم أحد بأعمال الزراعة في المزرعة سوى فقط، العم فيليكس وبلاك سام، وهما مستأجَريّن أفريقيين أمريكيين، وتعيش عائلة والدن بالأساس على القروض وما يدره فيليكس وسام من دخل ضئيل. أبعدت إدارة المصنع أعضاء النقابة المحلية للعمال قبل 18 شهرًا بعد احتجاجهم على خفض الأجور. يصيب الفقر الآن مدن سكوتسفيل وكلارك ميل وهورس كريك فالي (حيث تعيش عائلة والدن). يتخيل ويل الدخول إلى المصنع وتشغيله مرة أخرى لإعادة توظيف سكان المدينة.
تبدأ الرواية بوصول بلوتو سوينت إلى مزرعة والدن للإعلان عن ترشحه لمنصب مدير شرطة المقاطعة. يذكر بلوتو أن شخصًا أبيض البشرة سيكون بإمكانه البحث عن الذهب ويخبر تاي تاي أن هذا الشخص قد رُصد في الجزء الجنوبي من المقاطعة. ينطلق تاي تاي وباك وشو لاختطاف الرجل الأبيض.
يقود بلوتو ودارلين جيل السيارة إلى منزل طومسون في سكوتسفيل، ويقضيان الليلة هناك. في صباح اليوم التالي، يمارس ويل الحب مع دارلينج جيل بينما تنام روزاموند في نفس السرير مجاورة لهما. تستيقظ روزاموند وتضرب دارلين جيل بفرشاة شعر، وتحاول إطلاق النار على ويل، الذي يفر من المنزل. تتصالح روزاموند ودارلينغ جيل؛ تدرك كلتاهما أن ويل (وهو المنحل جنسيًا) لن يحب أيًا منهما أبدًا، ومع ذلك لا تستطيعان التوقف عن شعورهما بالحب تجاهه.

## روابط خارجية
- أرض الله الصغيرة على موقع الموسوعة البريطانية (الإنجليزية)